# Lorry-Rail
Lorry-Rail S. A. es una sociedad de derecho luxemburgués cuyo capital lo tiene Caisse des dépôts et consignations (42,6%), Vinci Concessions (19,9%), SNCF (12,5%), Chemins de Fer Luxembourgeois (12,5%) y Modalohr (12,5%) y que explota la Autopista ferroviaria Perpiñán-Luxemburgo.